# Rubezahl's Hochzeit
Rübezahls Hochzeit  è un film muto del 1916 diretto da Rochus Gliese e Paul Wegener.

## Trama
Lo spirito della montagna Rübezahl si innamora di una bella elfo che però vuole stare vicina al precettore che lavora in un castello lì vicino. Per farlo, l'elfo si traveste da governante. Anche Rübezahl usa lo stesso stratagemma: con una magia, prende il posto del guardaboschi e, in questo modo, troverà spesso l'occasione per vedere l'amata e conquistarne il cuore. A missione compiuta, la coppia ritorna tra le sue montagne.

## Produzione
Il film fu prodotto dalla Wegener-Film. Venne girato in Sassoni, a Dresda, a Lausa e a Moritzburg.

## Distribuzione
In Germania, il film fu distribuito dalla Nordische Film Co. GmbH (Berlin) dopo una prima berlinese all'Ufa-Theater. 
Qualche anno dopo, il film uscì di nuovo e venne distribuito anche in Finlandia, dove fu presentato il 7 aprile 1922..